# Liste der Erzbischöfe von Caracas
Die folgenden Personen waren Bischöfe und Erzbischöfe von Caracas (Venezuela):
- Rodrigo de Bastidas y Rodriguez de Romera (1531–1541) (auch Bischof von Puerto Rico)
- Miguel Jerónimo de Ballesteros (1546–1555)
- Juan Simancas (1556–)
- Pedro de Agreda (Sánchez Martín) (1561–1579)
- Juan Manual Martínez de Manzanillo, O.P. (1583–1592)
- Alfonso de la Cerda, O.P. (1587–1592)
- Pedro Mártir Palomino (1595–1596)
- Domingo de Salinas, O.P. (1597–1600)
- Domingo (Pedro) de Oña, O. de M. (1601–1605) (auch Bischof von Gaeta)
- Antonio de Alzega (Alcega), O.F.M. (1605–1610)
- Juan de Bohorques Hinojosa (1611–1618)
- Gonzalo de Angulo, O.M. (1618–1633)
- Juan Lopez de Agurto de la Mata (1634–1637)
- Mauro Diego (Marcos) de Tovar y Valle Maldonado, O.S.B. (1639–1652) (auch Bischof von Chiapas)
- Alonso de Briceño, O.F.M. (1659–1668)
- Antonio González de Acuña (1670–1682)
- Diego de Baños y Sotomayor (1683–1706)
- Francisco del Rincón, O.M. (1714–1716) (auch Erzbischof von Santafé en Nueva Granada)
- Juan José de Escalona y Calatayud (1717–1728) (auch Bischof von Michoacán)
- José Félix Valverde (1728–1738) (auch Bischof von Michoacán)
- Juan García Abadiano (1742–1747)
- Manuel Jiménez Bretón (1749–1749)
- Manuel Machado y Luna (1749–1752)
- Francisco Julián de Antolino (1752–1755)
- Diego Antonio Díez Madroñero (1756–1769)
- Mariano Martí (1770–1792)
- Juan Antonio de la Virgen María y Viana (1792–1798) (auch Bischof von Almería)
- Francisco de Ibarra (1798–1806) (erster Erzbischof ab 1803)
- Narciso Coll y Prat (1808–1822) (auch Erzbischof von Palencia)
- Domingo de Silos Moreno, O.S.B. (1818–1824) (auch Bischof von Cádiz)
- Ramón Ignacio Méndez (1827–1839)
- Ignacio Fernández Peña (1841–1849)
- Silvestre Guevara y Lira (1852–1876)
- José Antonio Ponte (1876–1883)
- Críspulo Uzcátegui (1884–1904)
- Felipe Rincón González (1916–1946)
- Lucas Guillermo Castillo Hernández (1946–1955)
- Rafael Ignacio Arias Blanco (1955–1959)
- José Humberto Kardinal Quintero Parra (1960–1980)
- José Alí Kardinal Lebrún Moratinos (1980–1995)
- Antonio Ignacio Kardinal Velasco García, SDB (1995–2003)
- Jorge Liberato Kardinal Urosa Savino (2005–2018)
- Baltazar Kardinal Porras (2023–2024, zuvor seit 2018 Apostolischer Administrator)
- Raúl Biord Castillo SDB (seit 2024)